# غسول

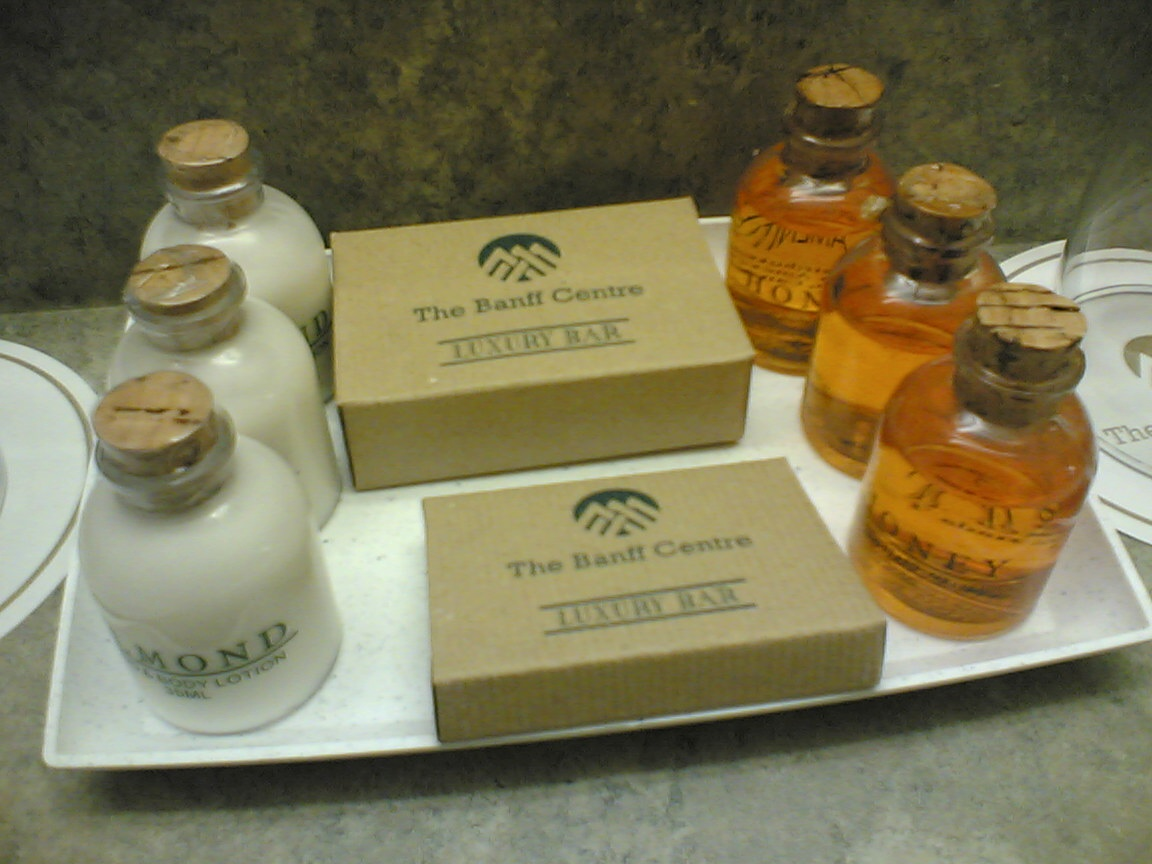
غسول و شامبو في مركز بانف

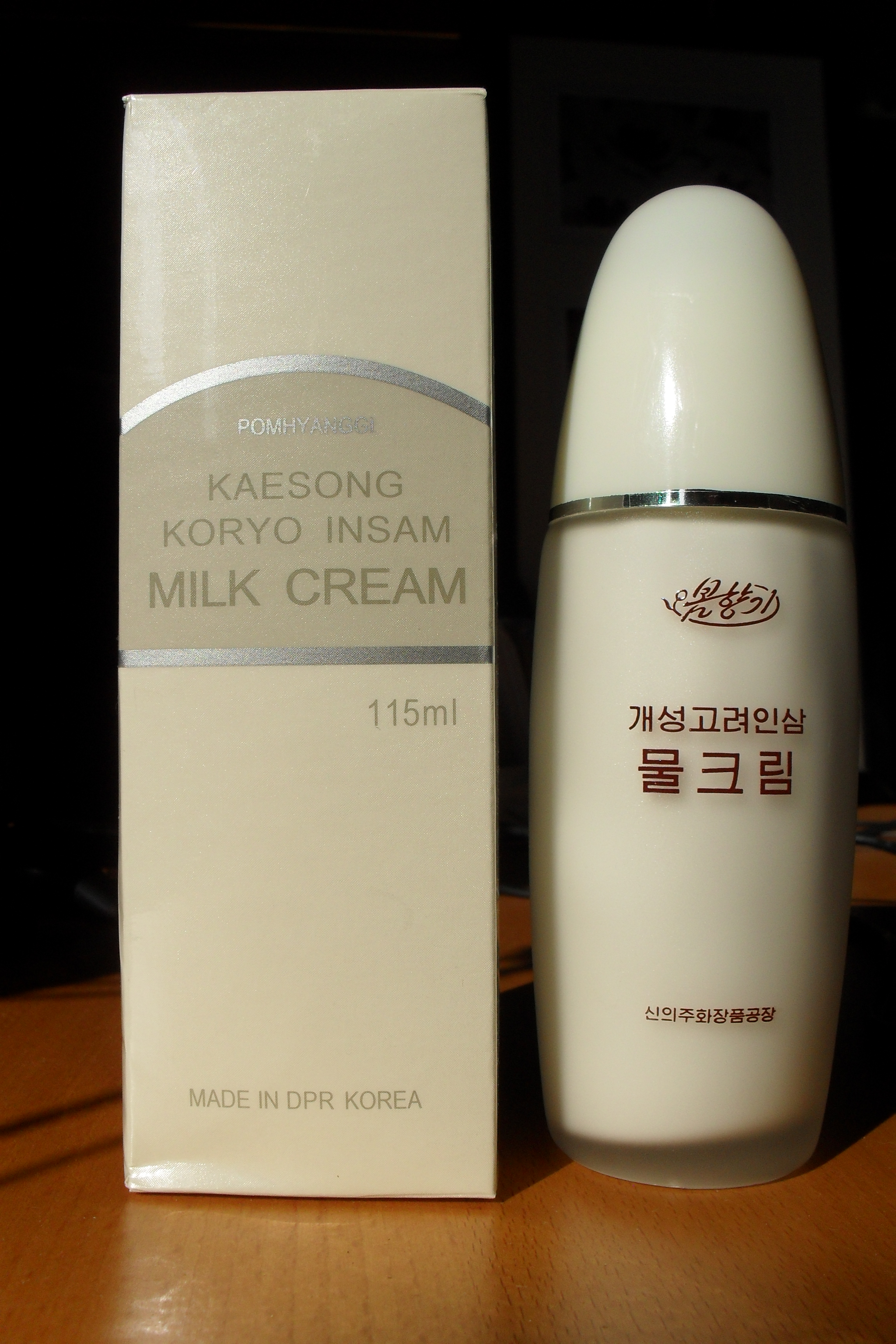
جنسنغ كريم اليدين من كوريا الشمالية

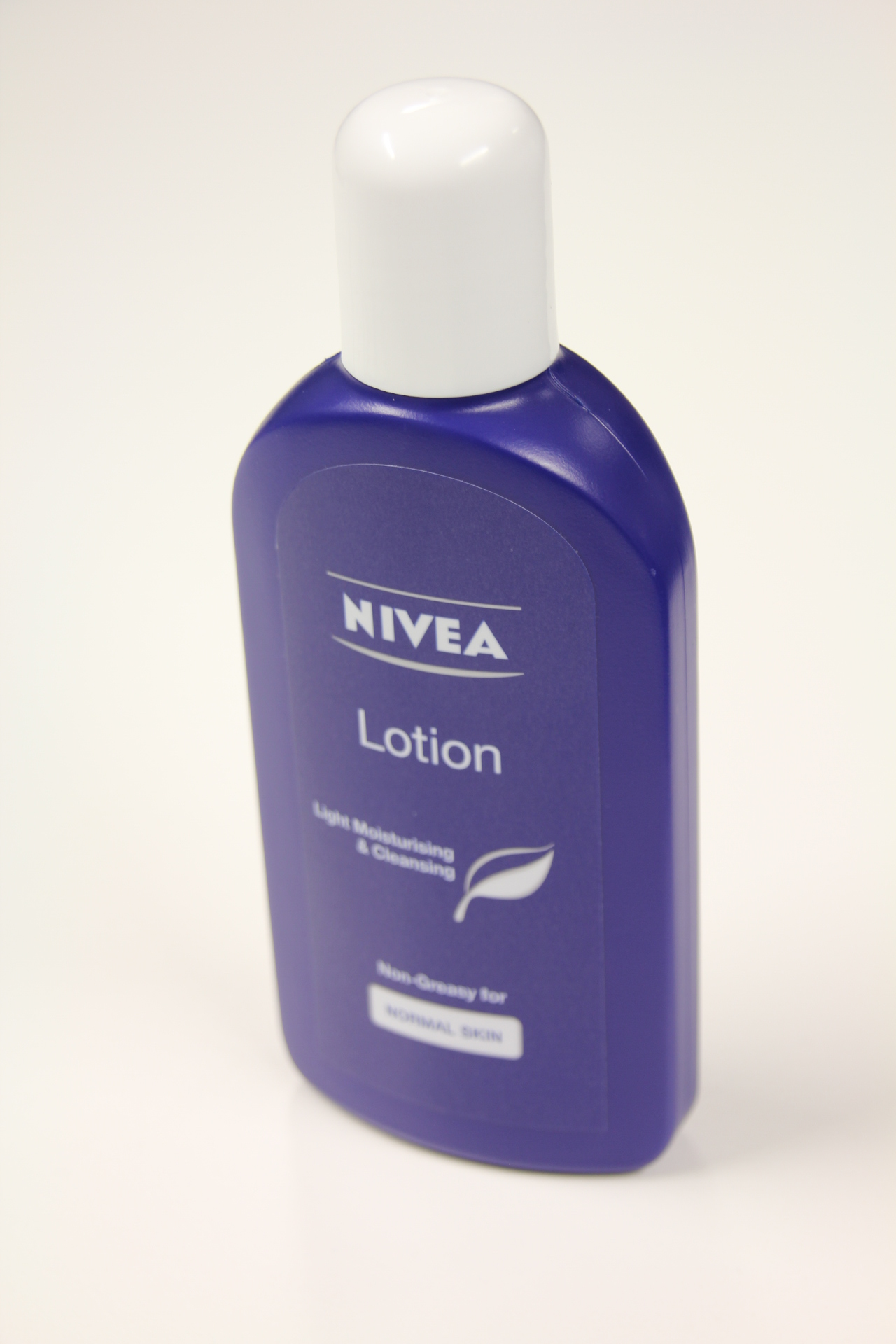
غسول نيفيا

الغسول من غسل وهو مستحضر؛ مُسْتَحْضَرٌ طِبِّيٌّ أو تَجْمِيلِيٌّ. الغسول يعتمد في مكوناته على مواد طبيعية، وهو مصمم خصيصاً للعناية الفائقة بالمناطق الحساسة للجسم. يتم تطبيق المستحضرات على الجلد الخارجي باليد المجردة، فرشاة، قطعة قماش نظيفة، القطن والصوف، أو الشاش. العديد من المستحضرات، وخاصة مرطبات اليدين و مرطبات الجسم تصاغ ليس بوصفه نظام تسليم الأدوية ، ولكن ببساطة لضمان سلاسة، ترطيب وتنعيم البشرة. تختلف البشرة المختلطة في ديناميكيّة المناطق الجافّة والدهنيّة، منظف معطر كثيف للجسم. يساعد في تنظيف وتغذية البشرة بلطف وبشكل شامل. يؤمن استرخاء وانتعاشاً نهائيين. يضفي على البشرة نعومة وهدوء وراحة. مثالي لجميع أنواع البشرة.

## أنواع البشرة
- البشرة الجافّة : تكون البشرة الجافة مشدودة، خاصة بعد تنظيفها. وتميل لظهور التجاعيد الرقيقة والتقشّر والبقع الحمراء، للبشرة الجافّة العديد من الأسباب المحتملة. وقد تكون ناجمة عن التدفئة المركزيّة داخل المنازل والطقس البارد في الخارج، أو بسبب أضرار الشمس. حمامات الشمس لفترات طويلة من الوقت، حتى لو كنت قد وضعت الواقي الشمسية، قد تجفّف طبقة الأدمة (الطبقة الخارجيّة من الجلد). وتشمل الأسباب الخارجيّة للبشرة الجافة، الإفراط في تنظيفها أو استخدام منتجات رغويّة قاسية تحرم البشرة من الحاجز الطبيعي (تحتوي عادة على مهيّج للجلد يسمّى سلفات لوريل الصوديوم).
- البشرة الدهنيّة : البشرة الدهنيّة تكون عادة لامعةً ومساماتها ظاهرة، وهي عرضة للرؤوس السوداء والبثور.تحدث البشرة الدهنيّة حين تكون الغدد الزهميّة مفرطة النشاط، وتنتج زيوتاً زائدة. وقد تسدّ المسامات وتجتذب البكتيريا، التي تسبّب ظهور البثور بشكل متكرّر. لا تصدّقي أن الشوكولاته تزيد المشكلة سوءاً، فالنظام الغذائي يلعب دوراً أقلّ بكثير في البشرة الدهنيّة من العوامل الوراثيّة والهرمونات. جرّبي مكمّل فيتامين B2 إذا أردت أن تضمني الحصول على مغذّيات كافية.
- البشرة المختلطة: نوع البشرة الشائع هذا له ملمس ناعم، ومتساوٍ بدورة دمويّة جيّدة ولون صحّي. وتميل هذه البشرة نحو الجفاف على الخدّين مع مسامات كبيرة بعض الشيء، في حين تكون دهنيّة على منطقة الأنف والجبين والذقن. تحدث البشرة المختلطة حين تكون أجزاء من الجلد جافّة أو مجفّفة، ومناطق أخرى دهنيّة. قد يكون الأمر وراثياً، وهذا أمر شائع، حيث أنّ منطقة الأنف والجبين والذقن أكثر دهنيّة من الخدّين، عادة. أحياناً قد تكون البشرة الدهنيّة على منطقة الأنف والجبين والذقن ناجمة عن استخدام المنتجات الخاطئة. على سبيل المثال، في محاولة بعض الأشخاص، الذين لديهم بشرة دهنيّة، لتقليل الزيوت، يستخدمون عادة منتجاً قاسياً جدّاً قد يؤدّي إلى أن تصبح مناطق غير دهنيّة على الوجه جافّة أو مجفّفة.

المستحضرات يمكن استخدامها لإيصال الأدوية للجلد وهي مثل:
- المضادات الحيوية
- المطهرات
- مضادات الفطريات

## العلامات التجارية
- نيفيا
- نيوتروجنا
- فازلين
- جرجنز
- أولاي
- جونسون آند جونسون
- لوكس
- فا

## عملية التصنيع
عملية تصنيع المرطبات والكريمات يمكن أن تكتمل في دورتين:
1. تمزج المرطبات ومواد التشحيم مع الزيت وعوامل السماكة .
2. العطور واللون والمواد الحافظة في الدورة المائية. يتم تقسيم المكونات النشطة تصل في كل الدورات اعتمادا على المواد الخام المعنية والخصائص المطلوبة من غسول أو كريم.

عملية التصنيع النموذجية للنفط في مياه قد تتجه إلى مثل هذا:
- الخطوة 1: إضافة مكونات التقشر / مسحوق لمرحلة الزيت تستخدم لتحضير مرحلة الزيت.
- الخطوة 2: تفريق المكونات النشطة.
- الخطوة 3: إعداد مرحلة الماء الذي يحتوي على المستحلبات والمثبتات.
- الخطوة 4: مزيج الزيت والماء لتكوين المستحلب.

(ملاحظة: يتم هذا بمساعدة طريقة التسخين ما بين 110-185 F (45-85 C) اعتمادا على الصياغة واللزوجة المطلوبة).
- الخطوة 5: مواصلة الخلط حتى يتم الانتهاء من المنتج النهائي